# Cyclocardia ripensis
Cyclocardia ripensis is een tweekleppigensoort uit de familie van de Carditidae. De wetenschappelijke naam van de soort is voor het eerst geldig gepubliceerd in 1980 door Popov & Scarlato.